# Geotrichum candidum
Geotrichum candidum es un hongo presente en el microbioma humano, especialmente asociado a la piel, mucosas y heces. Es un organismo común del suelo y ha sido aislado de muestras de todos los continentes.
G. candidum es el agente causante de la enfermedad humana geotrichosis y de la enfermedad de la pudrición ácida en plantas como cítricos, tomates o zanahorias. También puede afectar a los frutos del durio.
G. candidum es ampliamente utilizado en la producción de productos lácteos como los quesos Camembert, Santo-Nectaire o Reblochon. El hongo también se puede encontrar en el yogur nórdico llamado viili, siendo responsable de su textura.
En un estudio del 2001 se encontró que G. candidum era capaz de consumir el policarbonato encontrado en CD.